# Nierstein
Nierstein è un comune di 7.810 abitanti della Renania-Palatinato, in Germania.
Appartiene al circondario (Landkreis) di Magonza-Bingen (targa MZ) ed è parte della comunità amministrativa (Verbandsgemeinde) di Rhein-Selz.
Il suo territorio è bagnato dal fiume Reno.